# Catalepis gracilis
Catalepis es un género monotípico de plantas herbáceas perteneciente a la familia de las poáceas. Su única especie: Catalepis gracilis Stapf & Stent, es originaria de Sudáfrica.

## Descripción
Es una planta herbácea pereene que alcanza un tamaño de 0.1 - 0.4 m de altura. Se encuentra a una altitud de 1600 - 3000 metros en Sudáfrica.

## Taxonomía
Catalepis gracilis fue descrita por Stapf & Stent y publicado en Bulletin of Miscellaneous Information Kew 1929(1): 11–12. 1929.